# Jameel Warney
Jameel Warney, né le 31 janvier 1994 à Roselle, New Jersey, est un joueur américain de basket-ball. Il évolue au poste d'ailier fort.

## Biographie

### Carrière universitaire
Il passe ses quatre années universitaires à l'université d'État de New York à Stony Brook où il joue pour les Seawolves.

### Carrière professionnelle
Le 23 juin 2016, lors de la draft 2016 de la NBA, automatiquement éligible, il n'est pas sélectionné. En juillet, il participe à la NBA Summer League 2016 de Las Vegas avec les Mavericks de Dallas. En six matches, il a des moyennes de 6,5 points, 6,5 rebonds et 1,17 interceptions en 16,4 minutes par match. Le 27 juillet 2016, il signe avec les Mavericks de Dallas pour participer au camp d'entraînement et tenter de faire partie des quinze joueurs retenus au début de la saison NBA 2016-2017. Le 16 octobre 2016, il n'est pas conservé par les Mavericks.
Cependant, il signe le 12 mars 2018 un contrat de 10 jours avec les Mavericks de Dallas et fait ses débuts avec la franchise texane et en NBA contre les Houston Rockets le jour même 

## Statistiques

### Universitaires
| Saison    | Équipe      | Matchs | Titul. | Min./m | % Tir | % 3pts | % LF | Rbds/m. | Pass/m. | Int/m. | Ctr/m. | Pts/m. |
| --------- | ----------- | ------ | ------ | ------ | ----- | ------ | ---- | ------- | ------- | ------ | ------ | ------ |
| 2012-2013 | Stony Brook | 33     | 33     | 27,2   | 61,8  | 0,0    | 55,7 | 7,15    | 0,91    | 0,70   | 1,45   | 12,36  |
| 2013-2014 | Stony Brook | 34     | 31     | 29,7   | 61,6  | 0,0    | 60,6 | 8,03    | 1,94    | 0,74   | 1,24   | 14,53  |
| 2014-2015 | Stony Brook | 35     | 34     | 33,0   | 53,8  | 0,0    | 57,4 | 11,69   | 2,03    | 0,74   | 2,49   | 16,43  |
| 2015-2016 | Stony Brook | 33     | 33     | 32,9   | 62,8  | 0,0    | 62,4 | 10,82   | 1,58    | 0,94   | 2,97   | 19,85  |
| Total     |             | 135    | 131    | 30,7   | 59,6  | 0,0    | 59,2 | 9,44    | 1,62    | 0,78   | 2,04   | 15,79  |

## Palmarès
- 3× AP Honorable Mention All-American (2014–2016)
- 3× America East Player of the Year (2014–2016)
- 3× First-team All-America East (2014–2016)
- America East Rookie of the Year (2013)
- America East Tournament MVP (2016)